# 1850
Cette page concerne l'année 1850 (MDCCCL en chiffres romains) du calendrier grégorien. Pour l'année 1850 av. J.-C., voir 1850 av. J.-C.
L'année 1850 est une année commune qui commence un mardi.

## Événements

### Afrique
- 6 janvier, Saint-Louis : début du voyage du Français Léopold Panet dans le Sahara occidental. Il atteint Mogador, au Maroc, le 25 mai[1].
- 15 janvier, Grand-Bassam : départ de Hyacinthe Hecquard pour une exploration en Afrique occidentale ; abandonné par ses porteurs, il repart de Sédhiou en février et atteint à Timbo, la capitale du Fouta-Djalon. Il rentre à Saint-Louis le 14 septembre 1851[2].
- 24 janvier : le Royaume-Uni sépare la Côte-de-l'Or de la Sierra Leone et la dote d’un Conseil législatif[3].
- 24 mars, Tripoli : début de l’expédition scientifique allemande du docteur Heinrich Barth à travers le Sahara (fin en 1855)[4]. Il est le premier européen à décrire le delta central du Niger et les falaises de Hombori que peuplent les Dogon. Il arrive à Tombouctou en 1853 et y séjourne huit mois sous la protection de Sidi el Bekay, chef des Arabes Kounta. Il revient par Bourem, Gao, Ansongo et le Nigeria septentrional.
- Mars : Ibadan et Ijayé sont en état de guerre[5]. Le roi yorouba Atiba, qui gouverne à Oyo, soucieux de maintenir la cohésion de son pays pour résister aux Peuls, s’attache à empêcher le conflit.

- 26 mai-12 juillet : échec de l’ambassade à Abomey auprès du roi Ghézo du consul britannique aux « baies du Bénin et du Biafra » John Beecroft et du commandant Frederik Forbes, de la Royal Navy. Le roi Ghézo, qui prépare une expédition contre Abeokuta rejette toutes leurs propositions[6].

- 17 août : le Royaume-Uni fait l’acquisition des forts danois du Ghana[7].
- 23 août, Namibie : les forces du chef nama Jonker Afrikaner massacrent les Héréros à Okahandja ; femmes et enfants sont démembrés pour récupérer leurs bracelets de cheville en cuivre[8].

- 23 septembre, Angola : le Jaga Bumba, principal opposant au Portugais, occupe la foire de Cassange[9]. Début de la guerre entre les Imbangala du Cassange et les Portugais (1850-1851). Le royaume du Cassange éclate en micro-États.

- 22 octobre : le général Charon est remplacé par le général d’Hautpoul comme  gouverneur d'Algérie[10]. Il propose d’organiser une grande expédition pour pacifier la Kabylie, mais le gouvernement français ne lui en fournit pas les moyens.

- 24 décembre, Afrique du Sud : un détachement britannique de 650 hommes conduit par le colonel Mackinnon tombe dans une embuscade tendue par les guerriers Xhosa dans la Boomah Pass[11]. Début de la huitième guerre cafre dirigé par le prophète xhosa Mlanjeni, que sa défaite discrédite (fin en 1853).
- Décembre, Libye : Izzet Ahmed Pacha (en) est nommé gouverneur ottoman de la régence de Tripoli (fin en septembre 1852)[12]. Il entreprend une série de réformes inspirées du Tanzimat en vigueur à Constantinople : il fait ouvrir les premières écoles gouvernementales, crée un service postal et une liaison maritime avec les premiers vapeurs au départ de la Libye.

- Début du règne de Mwezi Gisabo, roi du Burundi (fin en 1908)[13]. Il parachève les réformes initiées par son père Ntare Rugamba : élimination des chefs de lignages ou de clans autonomistes, nomination de ses fils les plus méritants à la tête des régions conquises, multiplication des domaines royaux. Grâce à ses différentes capitales, il donne à sa cour itinérante un éclat sans précédent. Il crée une structure politique et administrative complexe.
- Le sultan du Ouadaï Mohammed Chérif est atteint d’une cécité presque complète. Les tribus vassales en profitent pour se soulever. Son fils aîné Mohammed Harir essaie de le renverser, mais Mohammed Chérif abandonne la ville d’Ouara, et fonde une nouvelle capitale à Abéché. Il se maintient au pouvoir malgré les complots, mais la prospérité du Ouadaï disparaît pour plusieurs années[14].

### Amérique

29 janvier : compromis de 1850.

- 29 janvier : Henry Clay introduit le Grand compromis de 1850 au Congrès[15]. Le Sud obtient le vote de la loi sur les esclaves fugitifs (18 septembre) ; en contrepartie, la Californie est admise dans l’Union. L’esclavage est interdit en Californie, mais autorisé au Nouveau-Mexique et dans l’Utah (9 septembre)[16]. En novembre, plusieurs États du Sud, réunis à Nashville, réclament la sécession[17].

- 10 juillet : début de la présidence Whig de Millard Fillmore aux États-Unis (fin en 1853)[18].

- 4 septembre : la loi Eusébio de Queirós met fin au trafic d’esclaves vers le Brésil[19]. Depuis 1775, la traite des esclaves noirs, a touché près de trois millions et demi d’êtres humains, qui ont été arrachés du continent africain pour être asservis et vendus aux planteurs brésiliens. Le trafic interprovincial (migration d’esclaves du nord vers les plantations de café) supplée la traite et la contrebande est remplacée par le commerce licite.
- 9 septembre : Par un Act du Congrès américain, résultant du Compromis de 1850, la Cession mexicaine effectuée par le traité de Guadalupe Hidalgo du 2 février 1848, mettant fin à la guerre américano-mexicaine est organisée en trois entités territoriales. Ainsi, la partie côtière formant la Californie devient le 31e État de l'Union américaine[20], le reste formant deux territoires organisés de part et d'autre du 37e parallèle nord : celui de l'Utah (au nord) et celui du Nouveau-Mexique (au sud). D'autres portions de territoires situés au-delà du 37,5e parallèle nord, à l'est du Continental Divide, restèrent inorganisés à l'instar de l'ancien territoire du Missouri.

- 26 octobre : l’expédition conduite par l’amiral Robert McClure à bord de l’Investigator met en liaison la mer de Béring et la baie d'Hudson, forçant le passage du Nord-Ouest (1850-1854)[21].

### Asie et Pacifique
- 9 mars : début du règne de Xianfeng, empereur de Chine (fin en 1861)[22].

- 27 mai : reprise de l’insurrection babie en Perse. Les partisans du Báb, incarcérés à Tabriz, se soulèvent à partir de la ville de Nayriz (en)[23].
- 28 mai : Jacques Aupick, ministre plénipotentiaire de la France à Constantinople, met la Porte en demeure de restituer au clergé latin de Jérusalem les sanctuaires dont ils ont été dépossédés par les orthodoxes[24]. Début de la « Querelle des Lieux saints » entre la France et la Russie : la France avait jadis obtenu que l’Église de Jérusalem soit sous la responsabilité du clergé latin (capitulations de 1740). En 1757, les Grecs ont imposé des religieux orthodoxes, ce qui permet à la Russie d’obtenir un droit de protection sur les Lieux saints (1808). Les deux puissances plaident la cause de leurs protégés auprès du sultan. Louis-Napoléon Bonaparte, qui cherche le soutien des catholiques de France, se fait le porte-parole du clergé latin de Jérusalem. Une commission mixte examine la question à partir du 15 juillet 1851 ; après plusieurs mois de discussion, elle reconnait les droits de la France, mais propose le statu quo[25].

- 9 juillet : les autorités perses répliquent à l’insurrection babie par l’exécution du Báb sur la place publique. Mírzá Yaḥyá Núrí, dit Subh-i Azal, lui succède à la tête du mouvement[26].

- 5 août, Australie : le Australian Colonies Government Act, ou Act for the Better Government of Her Majesty's Australian Colonies reçoit la sanction royale[27]. Cinq Colonies (Nouvelle-Galles du Sud, Tasmanie, Australie-Méridionale, Victoria, Queensland) reçoivent un début d’autonomie.

- 29 novembre : massacre de douze marins de l’Alcmène par les Canaques en Nouvelle-Calédonie, qui réagissent à l’intrusion des missionnaires[28].

- Décembre : le massacre d’une cinquantaine de soldats dans la montagne du Chardon par la milice de Hong Xiuquan marque le début de la rébellion Taiping en Chine contre la dynastie Mandchou (fin en août 1864)[29]. Hong Xiuquan, un lettré mystique influencé par le christianisme, déclenche une révolte à Jintian, dans le Guangxi en proie à la famine. Il rallie des éléments disparates (membres des triades, paysans, fuyards, brigands et pirates). En quelques mois, il contrôle la province.

- Inde : la Brahmo Sabha fondée en 1828 devient le Brahmo Samaj (« Société des croyants en Brahmâ »)[30].

### Europe
- 11 janvier : la flotte britannique arrive au Pirée après que le gouvernement britannique de Lord Palmerston a ordonné le blocus pacifique des ports grecs à la suite de l'affaire Don Pacifico, consul du Portugal à Athènes, sujet britannique de confession juive, dont la maison a été pillée et détruite à Athènes par des manifestants le 4 avril 1847. Le blocus est effectif le 8 mai ; Don Pacifico est finalement indemnisé après l’intervention de la France[31].

- 27 février : alliance des Quatre Rois signée à Munich. À l’initiative de l’Autriche, la Bavière, la Saxe, le Hanovre et le Wurtemberg se rapprochent, permettant à Vienne d’accroître son influence dans la Confédération germanique[32].

- 15 mars : loi Falloux sur la liberté de l’enseignement en France[33].
- 20 mars : ouverture de l’assemblée d’Erfurt qui accepte un projet d’union restreinte. La Prusse et les petits États voisins adoptent à Erfurt une constitution fédérale[34].

- 18 et 23 avril : ordonnances impériales autrichienne déterminant les rapports de l’Église catholique avec le pouvoir politique et à l’instruction publique. Les autorités religieuses obtiennent de François-Joseph le contrôle de l’enseignement primaire et le droit d’enseigner le catéchisme dans les lycées[35].

- 2 juillet : traité de paix de Berlin entre la Prusse et le Danemark. Fin de la première Guerre des Duchés[36].
- 4 juillet : loi électorale aux Pays-Bas[37]. Le corps électoral est restreint à moins de 100 000 personnes. Lois provinciale et municipales (1851) développant l’autonomie des collectivités locales.

- 2 août : signature du protocole de Londres, qui garantit l’intégrité du Danemark, qui obtient de la Suède et des grandes puissances, par souci de stabilité en Europe, qu’elles mettent fin à l’influence allemande dans les duchés[38].
- 29 septembre : bulle Universalis Ecclesiae (en). Pie IX rétablit la hiérarchie épiscopale catholique au Royaume-Uni[39].

- 1er octobre : les barrières douanières sont abolies entre l’Autriche et la Hongrie[40].
- Octobre - novembre : affaire de Hesse-Cassel. Le grand-duc de Hesse-Cassel, contesté par ses sujets, demande l’aide de la confédération germanique qui charge l’armée bavaroise de le rétablir. La Prusse dénie à la confédération le droit d’intervenir dans les affaires d’un membre de l’Union restreinte[41].
- 12 octobre : François-Joseph Ier d'Autriche rencontre à Brégence les rois de Bavière et de Wurtemberg et arrête un plan de campagne au cas où la Prusse s’opposerait à l’intervention bavaroise[42].
- 25 octobre : 
  - Les Prussiens occupent l'électorat de Hesse[41].
  - Entrevue de François-Joseph et de Nicolas Ier de Russie à Varsovie. Les Russes soutiennent l’Autriche[42].

- 2 novembre : la guerre semble inévitable, mais grâce à Felix von Schwarzenberg, un compromis réussit : Frédéric-Guillaume dissout l’union restreinte tout en refusant d’évacuer la Hesse-Cassel[41].
- 25 novembre : Felix von Schwarzenberg adresse un ultimatum à la Prusse[42].
- 28-29 novembre : reculade d'Olmütz[32]. Frédéric-Guillaume IV de Prusse répond en envoyant son Premier ministre, le comte Manteuffell négocier avec Felix von Schwarzenberg à Olmütz (Olomouc). L’accord met fin à la crise (la Prusse s’incline).

- Publication d’une liste de familles nobles géorgiennes en Russie.
- Déclassement progressif, depuis 1831, d’une grande partie de la noblesse polonaise d’Ukraine[43].
- La Gazette ecclésiastique viennoise  (Wiener Kirchenzeitung) est autorisée à condition de s’abstenir de toute réflexion politique[44].

## Naissances en 1850
- 1er janvier : Ahmed el-Wafi, musicien et compositeur de malouf tunisien d'origine andalouse († 1921).
- 5 janvier : Zell-e Soltan, homme politique iranien († 2 juillet 1918).
- 6 janvier : Xaver Scharwenka, compositeur et pianiste allemand († 8 décembre 1924).
- 14 janvier : Pierre Loti, écrivain français († 10 juin 1923).
- 15 janvier :
  - Mihai Eminescu, poète roumain († 15 juin 1889).
  - Sofia Kovalevskaïa, mathématicienne russe († 10 février 1891).
- 26 janvier :
  - Charles-Edmond Daux, peintre et illustrateur français († 1937).
  - Samuel Gompers, syndicaliste américain, premier président de la Fédération américaine du travail († 13 décembre 1924).
- 27 janvier :
  - Ivan Pokhitonov, peintre russe († 23 décembre 1923).
  - Edward Smith, britannique, commandant du Titanic († 15 avril 1912).

- 6 février : Elizabeth Williams Champney, romancière américaine († 13 octobre 1922).
- 8 février : Kate Chopin, écrivaine américaine († 22 août 1904).
- 10 février : Victor Dutertre, peintre et graveur sur bois français († 1937).
- 14 février : Eugène Cauchois, peintre français († 11 octobre 1911).
- 15 février : Ion Andreescu, peintre roumain († 22 octobre 1882).
- 21 février :
  - Vittorio Avanzi, peintre italien († 7 août 1913).
  - Paul Pauthe, peintre français († 27 janvier 1917).
- 22 février : Fiodor Vassiliev, peintre paysagiste russe († 6 octobre 1873).
- 25 février : Alexandre Georges, organiste et compositeur français († 18 janvier 1938).

- 4 mars : Luigi Giuseppe Lasagna, Prêtre catholique salésien et évêque catholique italien naturalisé brésilien († 6 novembre 1895).
- 6 mars : Angiolo Achini, peintre italien († 16 janvier 1930).
- 9 mars : Alexandre Luigini, compositeur, violoniste et chef d'orchestre français d'origine italienne († 29 juillet 1906).
- 10 mars : Charles Devillié, peintre français († 9 mai 1905).
- 20 mars : Gyula Aggházy, peintre de genre hongrois et professeur de l'École des Beaux-Arts de Budapest († 23 mai 1919).
- 22 mars : Emídio Dantas Barreto, militaire, homme politique et auteur brésilien († 8 mars 1931).
- 31 mars : Charles Doolittle Walcott, paléontologue américain († 9 février 1927).

- 2 avril : Charles Giron, peintre et critique d'art suisse († 9 juin 1914).
- 9 avril : Hermann Zumpe, chef d'orchestre et compositeur allemand († 4 septembre 1903).
- 16 avril : Sidney Gilchrist Thomas ingénieur britannique († 1er février 1885).
- 20 avril :
  - Alexis Marie Lahaye, peintre français († 3 avril 1914).
  - Jean-François Raffaëlli, peintre, sculpteur et graveur français († 11 février 1924).
- 23 avril : Albert Dubuisson, peintre français († 13 janvier 1937).
- 25 avril : Luise Adolpha Le Beau, compositrice allemande († 17 juillet 1927).

- 9 mai : Fernande de Mertens, peintre franco-belge († 24 janvier 1924).
- 12 mai : Frederick Holder, homme politique australien († 23 juillet 1909).
- 16 mai : Arthur Henry Mann, organiste, chef de chœur et compositeur anglais († 19 novembre 1929).
- 22 mai : Aimé Ponson, peintre français († 9 septembre 1924).
- 25 mai : Jean-Paul Louis Martin des Amoignes, peintre français († 30 juin 1925).
- 28 mai : Frederic William Maitland, juriste et historien du droit britannique, professeur à l'Université de Cambridge († 19 décembre 1906).

- 2 juin : Friedrich August von Kaulbach, peintre allemand († 26 juillet 1920).
- 4 juin : Paul Louis Martin des Amoignes, peintre français († 30 juin 1925).
- 6 juin : Ferdinand Braun, physicien allemand, prix Nobel en 1909 († 20 avril 1918).
- 13 juin : Félix Lafond, peintre, céramiste et conservateur de musée français († 23 février 1917).
- 15 juin : Ángel Pastor, matador espagnol († 7 avril 1900).
- 16 juin : Aimé Morot, peintre et sculpteur français († 12 août 1913).
- 17 juin : Louis-Joseph-Raphaël Collin, peintre et illustrateur français († 19 octobre 1916).
- 18 juin : Richard Heuberger, compositeur d'opéras et d'opérettes, critique musical et professeur autrichien († 28 octobre 1914).
- 24 juin : Horatio Herbert Kitchener, maréchal et homme politique britannique († 5 juin 1916).
- 27 juin ou 9 juillet : Ivan Vazov, écrivain, poète et homme politique bulgare († 22 septembre 1921).

- 3 juillet : Alfredo Keil, compositeur, peintre et collectionneur d'art portugais († 4 octobre 1907).
- 4 juillet : Ole Olsen, compositeur, organiste, chef d'orchestre, tromboniste, professeur de musique et musicien militaire norvégien († 4 novembre 1927).
- 10 juillet : Marie-Augustin Zwiller, peintre français († 24 juin 1939).
- 14 juillet :
  - Robert Brower, acteur américain († 8 décembre 1934).
  - Charles Bertrand d'Entraygues, peintre français († 11 février 1929).
- 20 juillet : Edmond de Palézieux, peintre suisse († 11 juin 1924).
- 23 juillet : Ernest Designolle, peintre et aquarelliste français († 1941).
- 26 juillet : Fernand Lematte, peintre français († 1929).
- 30 juillet : Léon Delachaux, peintre franco-suisse naturalisé américain († 27 janvier 1919).

- 2 août : Adrien de Witte, peintre et graveur belge († 25 juin 1935).
- 4 août : Eugenio Gignous, peintre italien († 30 août 1906).
- 5 août : Guy de Maupassant, écrivain français († 6 juillet 1893).
- 8 août : Louis-Napoléon Fortin, médecin et homme politique canadien († 31 mars 1892).
- 11 août : Albert Adamkiewicz, médecin germano-polonais († 31 octobre 1921).
- 12 août : Yamamoto Hōsui, peintre japonais († 15 novembre 1906).
- 13 août : Andrea Carlo Ferrari, cardinal italien, archevêque de Milan († 2 février 1921).
- 15 août : Albert-Émile Artigue, peintre, lithographe, affichiste et professeur d'art franco-argentin († 16 avril 1927).
- 17 août : Franz Poenitz, harpiste et compositeur allemand († 19 mars 1912).
- 28 août : Iwill (Marie-Joseph Léon Clavel), peintre français († 1923).
- 30 août : Eugène Burnand, peintre suisse († 4 février 1921).

- 6 septembre :
  - Léon Adolphe Amette, cardinal français, archevêque de Paris († 29 août 1920).
  - Louis Apol, peintre néerlandais de l'École de La Haye († 22 novembre 1936).
- 8 septembre : Lujza Blaha, actrice de théâtre hongroise († 18 janvier 1926).
- 15 septembre : Émile Delperée, peintre belge († 9 novembre 1896).
- 17 septembre : Francis von Bettinger, cardinal allemand, archevêque de Munich († 12 avril 1917).
- 21 septembre : Hans Sitt, violoniste, professeur et compositeur bohémien † 10 mars 1922).
- 23 septembre : Jules Habert-Dys, peintre, maître-verrier, graveur et enseignant français († 8 mars 1930).
- 30 septembre : César Pattein, peintre français († 26 janvier 1931).

- 3 octobre : Franciszek Rychnowski, ingénieur et inventeur polonais († 3 juillet 1929).
- 5 octobre : Émile Renard, peintre français († 4 août 1930).
- 8 octobre :
  - Léon Herbo, peintre belge († 19 juin 1907).
  - Henry Le Chatelier, chimiste français († 17 septembre 1936).
- 10 octobre : Léon-François Comerre, peintre et sculpteur orientaliste français († 20 février 1916).
- 14 octobre : Léon-Jules Lemaître, peintre français de l'École de Rouen († 6 juin 1905).
- 17 octobre :
  - Fernand Foureau, géographe et explorateur français († 17 janvier 1914).
  - Anastasia Golovina, médecin bulgare († 5 mars 1933).
- 18 octobre : Louis-Maurice Boutet de Monvel, peintre, aquarelliste et illustrateur français († 16 mars 1913).
- 22 octobre : George Marston, homme politique, chef d'entreprise et philanthrope américain († 31 mai 1946).
- 25 octobre : Henri Carot, peintre verrier français († 1919).
- 28 octobre : Édouard Dammouse, peintre et céramiste français († 15 janvier 1903).

- 7 novembre : Bertha Waszklewicz-van Schilfgaarde, militante pacifiste néerlandaise († 14 décembre 1937).
- 10 novembre :
  - Louis Muraton, peintre français († 20 novembre 1901).
  - Arthur Goring Thomas, compositeur anglais († 20 mars 1892).
- 11 novembre : António Carvalho da Silva Porto, peintre portugais († 11 juin 1893).
- 13 novembre : Robert Louis Stevenson, romancier, poète et essayiste écossais († 3 décembre 1894).
- 16 novembre : Joseph Mégard, peintre et graveur suisse († 26 janvier 1918).
- 20 novembre :
  - François Schommer, peintre académique, aquafortiste et décorateur français († 29 octobre 1935).
  - Gabriel Van El, historien local, écrivain, folkloriste, artiste et collectionneur français († 10 décembre 1938).
- 24 novembre : Antonin Marmontel, compositeur et pédagogue français († 23 juillet 1907).
- 28 novembre :
  - Georges Alary, compositeur français († 30 décembre 1928).
  - Henri Patrice Dillon, peintre, illustrateur et lithographe français d'origine irlandaise († 16 mai 1909).
  - Robert Koehler, peintre allemand († 23 avril 1917).
  - Gotthardt Kuehl, peintre allemand († 9 janvier 1915).

- 1er décembre : Peter Lange-Müller, compositeur et pianiste danois († 26 février 1926).
- 4 décembre : Henry Foley, 5e baron Foley, pair britannique († 17 décembre 1905).
- 8 décembre : Luigi Nono, peintre italien († 17 octobre 1915).
- 9 décembre : Henry Daras, peintre français († 10 mai 1928).
- 13 décembre : Louis Benedictus, pianiste et compositeur français († 20 octobre 1921).
- 22 décembre : Constantin Fahlberg, chimiste russe-allemand et l'inventeur de la saccharine († 15 août 1910).
- 24 décembre : Auguste-Emmanuel Hotin, peintre, dessinateur et graveur français († 16 juin 1910).
- 25 décembre : Ettore De Maria Bergler, peintre italien († 28 février 1938).
- 29 décembre : Tomás Bretón, compositeur, chef d'orchestre et violoniste espagnol († 2 décembre 1923).

- Date précise inconnue :
  - Mohamed Benabdeslam Al-Brihi, mâalem (maître) marocain de la musique arabo-andalouse († 1945).
  - Risto Čajkanović, peintre et écrivain serbe († 1900).
  - Marie-Joseph Léon Clavel, peintre paysagiste français († 1923).
  - Alix-Louise Enault, peintre française († 1913).
  - Alfred Fock, compositeur français († 1er février 1921).
  - Ettore Forti, peintre italien († 1940).
  - Daniel Joseph Greene, homme politique canadien († 12 décembre 1911).
  - Zahari Stoyanov, révolutionnaire, écrivain et historien bulgare († 2 septembre 1889).

- Vers 1850 :
  - Thierno Aliou Bhoubha Ndian, écrivain, théologien musulman et homme politique du Fouta-Djalon († 23 mars 1927).
  - Boukary Koutou, roi (Moro Naba) de Ouagadougou au Burkina Faso († janvier 1904).

## Décès en 1850
- 9 janvier :  Antoine Romagnesi, compositeur, éditeur et théoricien français (° 1er septembre 1781).
- 18 janvier : Charles Fournier des Ormes, peintre français (° 6 mars 1777).
- 22 janvier : Guillaume-Joseph Chaminade, prêtre français, fondateur de la Société de Marie (Marianistes) (° 8 avril 1761).
- 29 janvier : Luigi Sabatelli, peintre néoclassique italien (° 21 février 1772).

- 19 mars : Adalbert Gyrowetz, compositeur tchèque et autrichien (° 20 février 1763).

- 12 avril : Adoniram Judson, missionnaire baptiste réformé américain (° 9 août 1788).
- 24 avril : Alexandre Piccinni, compositeur français (° 10 septembre 1779).
- 25 avril : José Carlos Pereira de Almeida Torres, magistrat et homme politique brésilien (° 1799).

- 1er mai : Henri-Marie Ducrotay de Blainville, zoologiste et anatomiste français (° 12 septembre 1777).
- 7 mai : Jacques Auguste Anne Léon Le Clerc de Juigné, militaire et parlementaire français (° 8 août 1774).
- 9 mai : Louis Joseph Gay-Lussac, physicien et chimiste français (° 6 décembre 1778).

- 9 juillet :
  - Jean-Pierre Boyer, militaire et dirigeant haïtien (° 15 février 1776).
  - Zachary Taylor, Président des États-Unis (° 24 novembre 1784).
- 12 juillet : Robert Stevenson, ingénieur civil écossais connu pour avoir construit le phare Bell Rock situé dans la mer du Nord (° 8 juin 1772).

- 6 août : Hone Heke, influent chef maori de Nouvelle-Zélande (° v. 1808).
- 17 août : José de San Martín, libérateur du Chili, de l'Argentine et du Pérou (° 25 février 1778).
- 18 août : Honoré de Balzac, écrivain français (° 20 mai 1799).
- 30 août : Lin Zexu, militaire, érudit et fonctionnaire chinois (° 30 août 1785).

- 18 septembre : Constantin d'Hane-Steenhuyse, homme politique belge (° 15 novembre 1790).

- 8 octobre :  Giuseppe Cammarano, peintre italien (° 4 juin 1766).
- 11 octobre : Louise d'Orléans, première reine des Belges (° 3 avril 1812).

- 1er novembre : Victor Orsel, peintre français (° 25 mai 1795).
- 11 novembre : Alexandre-Évariste Fragonard, peintre et sculpteur français (° 26 octobre 1780).
- 16 novembre : Théodore Mozin, compositeur français (° 25 janvier 1818).
- 26 novembre : George Nugent Grenville, homme politique irlandais (° 30 décembre 1788).

- 8 décembre : Anatole Devosge, peintre français (° 13 janvier 1770).
- 24 décembre : Frédéric Bastiat, parlementaire français et économiste (° 30 juin 1801).

- Date inconnue :
  - Ramon Aleix i Batlle, prêtre, maître de chapelle, compositeur et organiste catalan (° 1784).
  - Bachir Chehab II, émir libanais qui a gouverné l'émirat du Mont-Liban  (° 1767).
  - Théodore-Henri Mansson, peintre et lithographe français (° 1811).